# 16260 Sputnik
16260 Sputnik (2000 JO15) là một tiểu hành tinh vành đai chính được phát hiện ngày 9 tháng 5 năm 2000 bởi J. Broughton ở Reedy Creek Observatory.